# Curcuma heyneana
Curcuma heyneana är en enhjärtbladig växtart som beskrevs av Theodoric Valeton och Coenraad van Zijp. Curcuma heyneana ingår i släktet Curcuma och familjen Zingiberaceae. Inga underarter finns listade i Catalogue of Life.